# Giovanni Francesco Albani (1720-1803)
Gian Francesco Albani (Roma, 26 febbraio 1720 – Roma, 15 settembre 1803) è stato un cardinale e vescovo cattolico italiano.
Gian Francesco Albani era figlio di Carlo Albani, principe di Soriano e del Sacro Romano Impero. 
Pronipote di papa Clemente XI e del cardinale Alessandro Albani, era nipote del cardinale Annibale Albani e zio del cardinale Giuseppe Albani.

## Biografia
Dopo aver ricoperto diverse importanti cariche ecclesiastiche fu nominato cardinale da papa Benedetto XIV nel concistoro del 10 aprile 1747  con la diaconia di San Cesareo in Palatio, e, fino alla nomina del cardinale Carlo Rezzonico, effettuata da Clemente XIII, fu il porporato italiano più giovane.
Il 12 febbraio 1759 optò per l'ordine dei cardinali presbiteri ed ebbe il titolo cardinalizio di San Clemente. Il 21 luglio 1760 optò per l'ordine dei cardinali vescovi e per la sede suburbicaria di Sabina. Fu consacrato vescovo il 21 settembre dello stesso anno da papa Clemente XIII. Il 15 marzo 1773 optò per la sede suburbicaria di Porto e Santa Rufina.
Dopo l'espulsione dei gesuiti dal regno di Napoli fece parte della commissione speciale voluta da papa Clemente XIII per decidere sull'opportunità di sopprimere l'ordine dei gesuiti, esprimendosi a favore della soppressione; tuttavia, dopo l'elezione di papa Clemente XIV, da lui fortemente avversata, si espresse a favore del mantenimento della Compagnia di Gesù.
Dal 19 dicembre 1775 al 15 settembre 1803 fu cardinale vescovo di Ostia e Velletri. Venne anche nominato arciprete della basilica di Santa Maria Maggiore.
Durante la prima invasione francese del 1798, dopo la minaccia di subire, con la sua famiglia, l'arresto da parte del generale francese Berthier, si rifugiò dapprima nell'abbazia di Casamari, poi a Napoli ed infine a Venezia. Al decesso di papa Pio VI toccò a lui scegliere la sede ove si doveva svolgere il conclave per l'elezione del successore ed egli scelse Venezia, contando sulla protezione dell'imperatore Francesco II.
Durante il più di mezzo secolo del suo cardinalato fu uno dei principali sostenitori del partito pro-austriaco in contrapposizione a quello filo-francese.
Morì a Roma all'età di 83 anni e fu sepolto nella basilica di Santa Maria Maggiore insieme ai canonici secondo la sua espressa volontà.

## Conclavi
Durante il suo cardinalato Giovanni Francesco Albani partecipò ai seguenti conclavi:
- conclave del 1758, che elesse papa Clemente XIII
- conclave del 1769, che elesse papa Clemente XIV
- conclave del 1774-1775, che elesse papa Pio VI
- conclave del 1799-1800, che elesse papa Pio VII

## Genealogia episcopale e successione apostolica
La genealogia episcopale è:
- Cardinale Scipione Rebiba
- Cardinale Giulio Antonio Santori
- Cardinale Girolamo Bernerio, O.P.
- Arcivescovo Galeazzo Sanvitale
- Cardinale Ludovico Ludovisi
- Cardinale Luigi Caetani
- Cardinale Ulderico Carpegna
- Cardinale Paluzzo Paluzzi Altieri degli Albertoni
- Papa Benedetto XIII
- Papa Benedetto XIV
- Papa Clemente XIII
- Cardinale Giovanni Francesco Albani

La successione apostolica è:
- Vescovo Joseph-Crispin des Achards de La Baume (1761)
- Vescovo Stefano dell'Oglio (1762)
- Arcivescovo Antonio D'Afflitto, C.R. (1764)
- Vescovo Giovanni Battista Bruni, Sch.P. (1765)
- Arcivescovo Giulio Giovanni Michele Pignatelli, O.S.B. (1767)
- Arcivescovo Ignazio Andrea Sambiase, C.R. (1767)
- Arcivescovo Alberto Maria Leonardo Antonio Pasquale Capobianco, O.P. (1767)
- Patriarca Francesco Antonio Marcucci (1770)
- Vescovo Antonio Leli (1771)
- Cardinale Carlo Rezzonico (1773)
- Papa Pio VI (1775)
- Vescovo Gennaro Antonucci (1775)
- Vescovo Giuseppe de Rosa (1775)
- Vescovo Sebastiano de Rosa (1775)
- Cardinale Andrea Gioannetti, O.S.B. (1776)
- Arcivescovo Luigi Maria Pirelli, C.R. (1777)
- Arcivescovo Giovanni Battista Rivellini (1778)
- Vescovo Filippo Antonio Buffa, O.F.M.Conv. (1780)
- Cardinale Leonardo Antonelli (1794)
- Arcivescovo Antonio Maria Odescalchi (1795)
- Vescovo Michele Argelati, O.S.M. (1795)
- Cardinale Bonaventura Gazola, O.F.M.Ref. (1795)
- Vescovo Francesco Maria Paolucci Mancinelli (1801)

## Ascendenza
|                                                |                                           |                                             | Genitori                                     |  |  | Nonni |  |  | Bisnonni                         |  |  | Trisnonni                         |  |
|                                                |                                           |                                             |                                              |  |  |       |  |  | Carlo Albani, patrizio di Urbino |  |  | Orazio Albani, patrizio di Urbino |  |
|                                                |                                           |                                             |                                              |  |  |       |  |  | Carlo Albani, patrizio di Urbino |  |  | Orazio Albani, patrizio di Urbino |  |
|                                                |                                           | Olimpia Staccoli                            |                                              |  |  |       |  |  | Carlo Albani, patrizio di Urbino |  |  |                                   |  |
| Orazio Albani, patrizio di Urbino              |                                           |                                             |                                              |  |  |       |  |  | Carlo Albani, patrizio di Urbino |  |  |                                   |  |
|                                                |                                           | Elena Mosca                                 | Giovanni Francesco Mosca, nobile di Pesaro   |  |  |       |  |  |                                  |  |  |                                   |  |
|                                                |                                           | Elena Mosca                                 | Giovanni Francesco Mosca, nobile di Pesaro   |  |  |       |  |  |                                  |  |  |                                   |  |
|                                                |                                           | Elena Mosca                                 | Lucia Nembrini, nobile di Ancona             |  |  |       |  |  |                                  |  |  |                                   |  |
| Carlo Albani, I principe di Soriano nel Cimino |                                           | Elena Mosca                                 |                                              |  |  |       |  |  |                                  |  |  |                                   |  |
|                                                |                                           | Ottavio Ondedei, conte di Vesate            | …                                            |  |  |       |  |  |                                  |  |  |                                   |  |
|                                                |                                           | Ottavio Ondedei, conte di Vesate            | …                                            |  |  |       |  |  |                                  |  |  |                                   |  |
|                                                |                                           | Ottavio Ondedei, conte di Vesate            | …                                            |  |  |       |  |  |                                  |  |  |                                   |  |
| Maria Bernardina Ondedei                       |                                           | Ottavio Ondedei, conte di Vesate            |                                              |  |  |       |  |  |                                  |  |  |                                   |  |
|                                                |                                           | Nicole Charlotte Le Sage                    | Nicolas Le Sage                              |  |  |       |  |  |                                  |  |  |                                   |  |
|                                                |                                           | Nicole Charlotte Le Sage                    | Nicolas Le Sage                              |  |  |       |  |  |                                  |  |  |                                   |  |
|                                                |                                           | Nicole Charlotte Le Sage                    | Charlotte de Laffemas                        |  |  |       |  |  |                                  |  |  |                                   |  |
| Giovanni Francesco Albani                      |                                           | Nicole Charlotte Le Sage                    |                                              |  |  |       |  |  |                                  |  |  |                                   |  |
|                                                | Renato II Borromeo, IV marchese di Angera | Carlo III Borromeo, III marchese di Angera  |                                              |  |  |       |  |  |                                  |  |  |                                   |  |
|                                                | Renato II Borromeo, IV marchese di Angera | Carlo III Borromeo, III marchese di Angera  |                                              |  |  |       |  |  |                                  |  |  |                                   |  |
|                                                | Renato II Borromeo, IV marchese di Angera | Isabella d'Adda                             |                                              |  |  |       |  |  |                                  |  |  |                                   |  |
| Carlo Borromeo Arese, VI marchese di Angera    | Renato II Borromeo, IV marchese di Angera |                                             |                                              |  |  |       |  |  |                                  |  |  |                                   |  |
|                                                |                                           | Giulia Arese                                | Bartolomeo III Arese, conte di Castel Lambro |  |  |       |  |  |                                  |  |  |                                   |  |
|                                                |                                           | Giulia Arese                                | Bartolomeo III Arese, conte di Castel Lambro |  |  |       |  |  |                                  |  |  |                                   |  |
|                                                |                                           | Giulia Arese                                | Lucrezia Homodei                             |  |  |       |  |  |                                  |  |  |                                   |  |
| Teresa Virginia Borromeo Arese                 |                                           | Giulia Arese                                |                                              |  |  |       |  |  |                                  |  |  |                                   |  |
|                                                |                                           | Maffeo Barberini, II principe di Palestrina | Taddeo Barberini, I principe di Palestrina   |  |  |       |  |  |                                  |  |  |                                   |  |
|                                                |                                           | Maffeo Barberini, II principe di Palestrina | Taddeo Barberini, I principe di Palestrina   |  |  |       |  |  |                                  |  |  |                                   |  |
|                                                |                                           | Maffeo Barberini, II principe di Palestrina | Anna Colonna                                 |  |  |       |  |  |                                  |  |  |                                   |  |
| Camilla Barberini                              |                                           | Maffeo Barberini, II principe di Palestrina |                                              |  |  |       |  |  |                                  |  |  |                                   |  |
|                                                |                                           | Olimpia Giustiniani                         | Andrea Giustiniani, I principe di Bassano    |  |  |       |  |  |                                  |  |  |                                   |  |
|                                                |                                           | Olimpia Giustiniani                         | Andrea Giustiniani, I principe di Bassano    |  |  |       |  |  |                                  |  |  |                                   |  |
|                                                |                                           | Olimpia Giustiniani                         | Anna Maria Flaminia Pamphilj                 |  |  |       |  |  |                                  |  |  |                                   |  |
|                                                |                                           | Olimpia Giustiniani                         |                                              |  |  |       |  |  |                                  |  |  |                                   |  |